# Artturi Leinonen
Artturi Aleksanteri Leinonen (né le 15 décembre 1888 à Ylihärmä et mort le 26 février 1963 à Vaasa) est un instituteur, journaliste, écrivain et homme politique finlandais.

## Biographie
De 1902 à 1911, Artturi Leinonen est maroquinier et tanneur.
Il est instituteur  à Töysä 1911-1914 puis à Ylihärmä de 1914 à 1929.
Il est journaliste de 1929 à 1930 puis rédacteur en chef d'Ilkka à Vaasa de 1930 à 1958.

## Carrière politique
Artturi Leinonen est commandant de district de la Garde blanche de 1924 à 1929.
Fondateur du parti agrarien, Artturi Leinonen est l'un des plus proches soutiens de Santeri Alkio.
Artturi Leinonen est membre du Parlement de Finlande de 1936 à 1939 et de nouveau de 1944 à 1945, représentant du parti agrarien.
Artturi Leinonen s'engage avec enthousiasme dans les débuts du mouvement de Lapua, mais par la suite il s'opposera au mouvement après que ses activités se soient orientées dans une direction plus radicale.
Lors de la rébellion de Mäntsälä soutenue par le mouvement de Lapua en 1932, Artturi Leinonen et le colonel Matti Laurila, commandant de la Garde blanche de l'Ostrobotnie du Sud, ont probablement empêché le déclenchement d'une nouvelle guerre civile.
Artturi Leinonen est membre du Parlement de Finlande de 1936 à 1939 et de nouveau de 1944 à 1945, représentant du parti agrarien.
Dans le domaine politique, son travail en Ostrobotnie du Sud en tant que fervent partisan d'Urho Kekkonen est peut-être plus significatif que sa carrière de député.
Son engagement en Ostrobotnie du Sud pour faire élire Urho Kekkonen à la présidence de la République a été crucial.
Il est grand électeur pour les élections présidentielles de 1931, 1937, 1940 et 1943.

## Carrière d'écrivain
- Kapituliherra (pièce de théâtre, 1914)
- Ilkan ja Poutun pojat (1918)
- Nuori Tuomaala (1919)
- Lakeuksien lukko (1920)
- Leipäpappi (1922)
- Kati (1923)
- Värväri (1925)
- Profeetta (1926, pièce de théâtre 1937)
- Kolmanteen ja neljänteen polveen (1928)
- Maakunnan sinetti (1930)
- Hauta rajan takana (1931, sous pseudonyme Erkki Urpiala)
- Hakkapeliitat (1932–1934)
- Keväästä kevääseen (1935)
- Yrjänän emännän synti (1937)
- Punaisen aallon ajelemana: Yrjö Kultajärven seikkailut 1917–1937 (1943, sous pseudonyme Yrjö Kultajärvi;
- Johannes Jussoila (1944)
- Perintötalo (1946)
- Kahden joen kansa (1948)
- Imarinmaa (1952)
- Kahden lipun alla (1953)
- Maalaispojan matkaanlähtö (1959)
- Vuosikymmenten valinkauhassa (1960)
- Kohtalo miestä kuljettaa (1960)
- Päin nousevan Suomen rantaa (1962)

## Prix et reconnaissance
- Prix national de littérature, 1927
- Titre de Professeur, 1958
- Mémorial du parc Hovioikeudenpuisto, 1981